# Srí Lanka-i rúpia
A rúpia Srí Lanka hivatalos pénzneme.

## Érmék

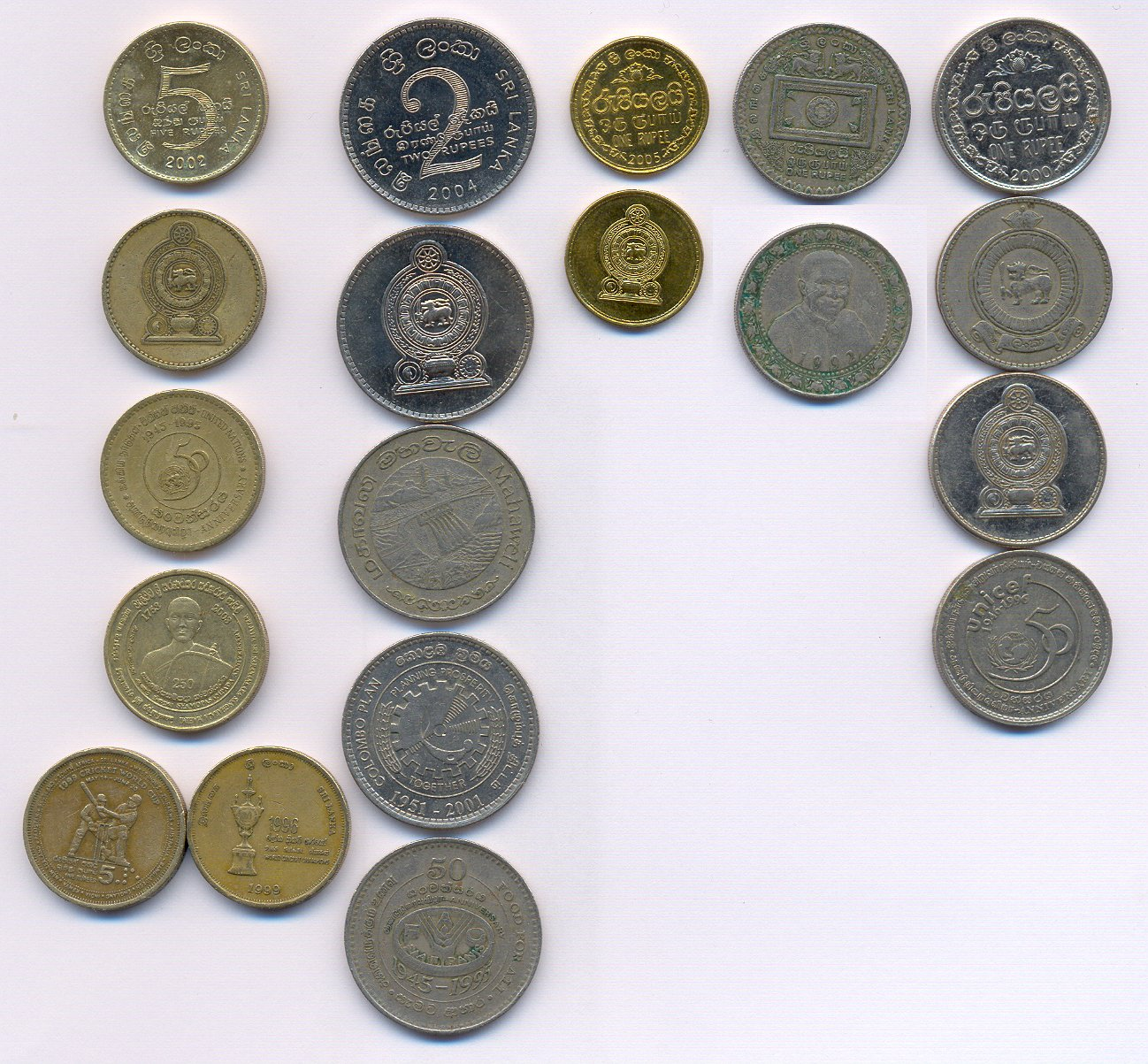
Érmék

| Névérték | Műszaki paraméterek | Műszaki paraméterek | Műszaki paraméterek | Műszaki paraméterek    | Leírás | Leírás                            | Leírás           | Kibocsátás |
| Névérték | Átmérő              | Vastagság           | Tömeg               | Összetétel             | Perem  | Előlap                            | Hátlap           | Kibocsátás |
| -------- | ------------------- | ------------------- | ------------------- | ---------------------- | ------ | --------------------------------- | ---------------- | ---------- |
| 25 cent  | 16 mm               | 1,2 mm              | 1,68 g              | réz bevonatú acél      | kerek  | Névérték számmal és három nyelven | Srí Lanka címere | 2005       |
| 50 cent  | 18 mm               | 1,4 mm              | 2,5 g               | réz bevonatú acél      | kerek  | Névérték számmal és három nyelven | Srí Lanka címere | 2005       |
| 1 rúpia  | 20 mm               | 1,7 mm              | 3,65 g              | sárgaréz bevonatú acél | kerek  | Névérték számmal és három nyelven | Srí Lanka címere | 2005       |
| 2 rúpia  | 28,5 mm             | 1,5 mm              | 7 g                 | nikkel bevonatú acél   | kerek  | Névérték számmal és három nyelven | Srí Lanka címere | 2005       |
| 5 rúpia  | 23,5 mm             | 2,7 mm              | 7,7 g               | sárgaréz bevonatú acél | kerek  | Névérték számmal és három nyelven | Srí Lanka címere | 2005       |
| 10 rúpia | 26,4 mm             | 2,1 mm              | 8,36 g              | nikkel                 | kerek  | Névérték számmal és három nyelven | 11 szögű         | 2009       |

## Bankjegyek
2010. április 5-én a 10 rúpiás bankjegyet felváltotta a 10 rúpiás érme. 2011. február 4-én vezették be az új bankjegysorozatot. 2012 után tamil nyelven is szerepeltetik az információkat a bankjegyeken, mivel egyenjogú nyelv a szingalézzel a nyelvtörvény értelmében.

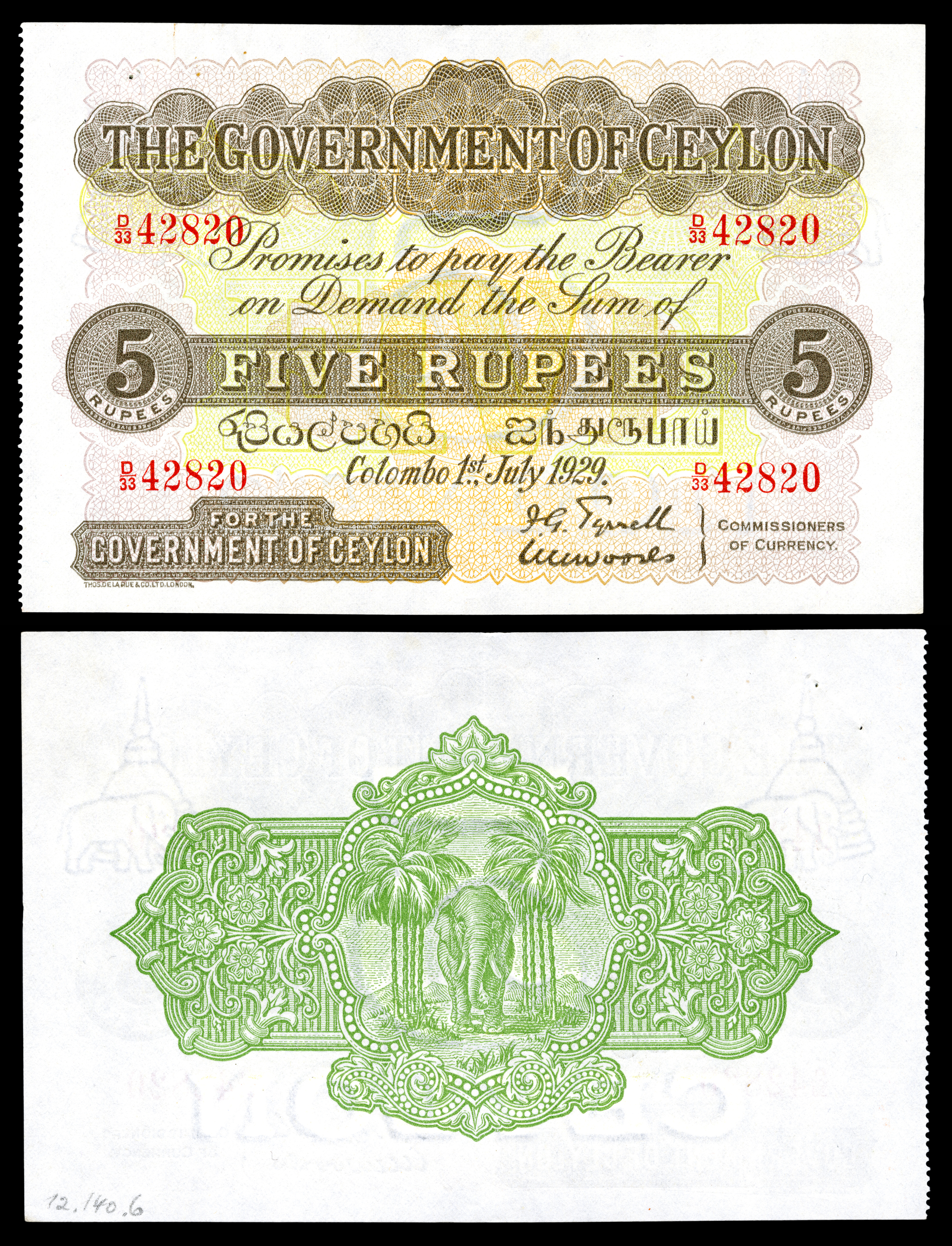
Brit Ceylon-i (Government of Ceylon) 5 rúpiás bankjegy 1929-ből.

### 2011-es sorozat
| Névérték    | Méret       | Szín         | Leírás | Leírás                                   | Dátumok         | Dátumok          |
| Névérték    | Méret       | Szín         | Előoldal | Hátoldal                                 | nyomtatás       | kibocsátás       |
| ----------- | ----------- | ------------ | --- | ---------------------------------------- | --------------- | ---------------- |
| 20 rúpia    | 128 x 67 mm | rózsaszín    | Colombo kikötője, szerenádozó füleskuvik, nais pillangó                                                              | Ves Netuma táncos Geta Bera dobos        | 2010. január 1. | 2011. február 4. |
| 50 rúpia    | 133 x 67 mm | kék          | Manampitiya régi és új hídja, háttérben egy régi vasúti híd, Eumyias sordida, Kallima philarchus                     | Vadiga Patuna táncos Yakbera dobos       | 2010. január 1. | 2011. február 4. |
| 100 rúpia   | 138 x 67 mm | narancssárga | Norochcholai Szénerőmű-projekt, Laxapana-vízesés, Turdoides rufescens, Doleschallia bisaltidae                       | Bharatanatyam táncos Mridangam dobos     | 2010. január 1. | 2011. február 4. |
| 500 rúpia   | 143 x 67 mm | ibolya       | World Trade Center, Bank of Ceylon, Lankathilaka Viharaya buddhista templom, kékszárnyú sándorpapagáj, Tajuria arida | Thelme Netuma táncos Jak Bera dobos      | 2010. január 1. | 2011. február 4. |
| 1000 rúpia  | 148 x 67 mm | zöld         | Ramboda-alagút, Srí Lanka-i virágpapagáj, Ypthima ceylonica                                                          | Malpadaya Netuma táncos Davul Bera dobos | 2010. január 1. | 2011. február 4. |
| 5 000 rúpia | 153 x 67 mm | arany        | Weheragala-gát, Canyon-gát, ékszerbülbül, Catopsilia Pomona                                                          | Nagaraksha Guruluraksha táncos           | 2010. január 1. | 2011. február 4. |

## Emlékbankjegyek
| Névérték   | Méret         | Szín | Leírás   | Leírás                                | Leírás  | Dátumok         | Dátumok         | Dátumok                                    |
| Névérték   | Méret         | Szín | Előoldal | Hátoldal                              | Anyag   | nyomtatás       | kibocsátás      | kibocsátás oka                             |
| ---------- | ------------- | ---- | -------- | ------------------------------------- | ------- | --------------- | --------------- | ------------------------------------------ |
| 200 rúpia  | 146,5 x 73 mm | kék  |          |                                       | polimer |                 | 1998            | Srí Lanka függetlenségének 50. évfordulója |
| 1000 rúpia | 157 x 78,5 mm | kék  |          | Srí Lanka zászlaját felállító katonák | papír   | 2009. május 20. | 2009. május 17. | béke alkalmából                            |

## Külső hivatkozások
- bankjegyek képei
- a 10 rúpiás érme képe